# 宝仏山
宝仏山（ほうぶつせん）は鳥取県日野町・江府町に跨る標高1,005 mの山。中国百名山に選定されている。山体のおおよそ西半分が大山隠岐国立公園の普通地域、東半分が特別地域に指定されている。
根雨駅の至近にある歴史民俗資料館が一般的な登山口で、登り2時間30分から3時間程度で登頂できる。頂上からは大山や美保湾などが一望できる。

## 画像

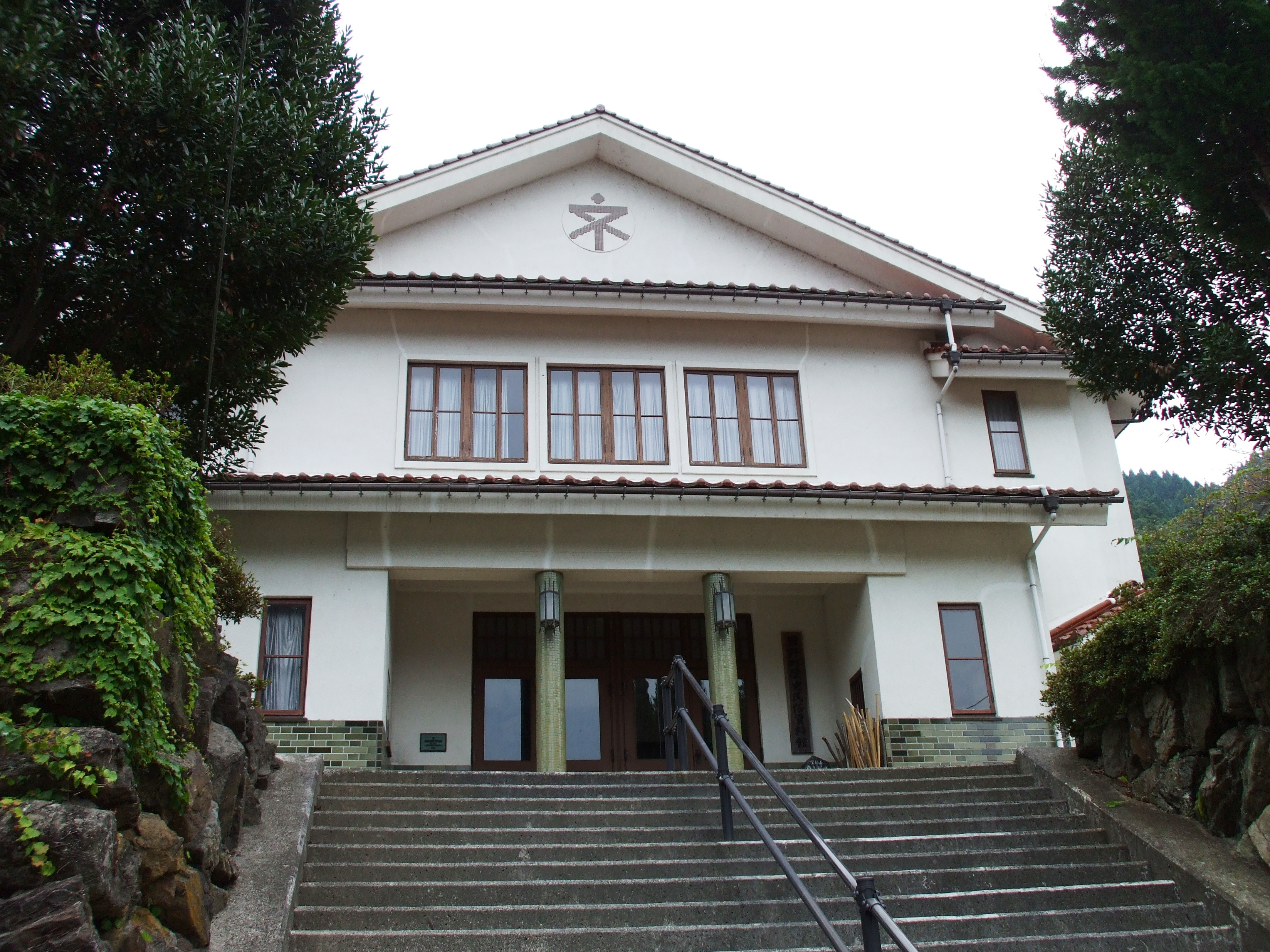
登山口となる歴史民俗資料館
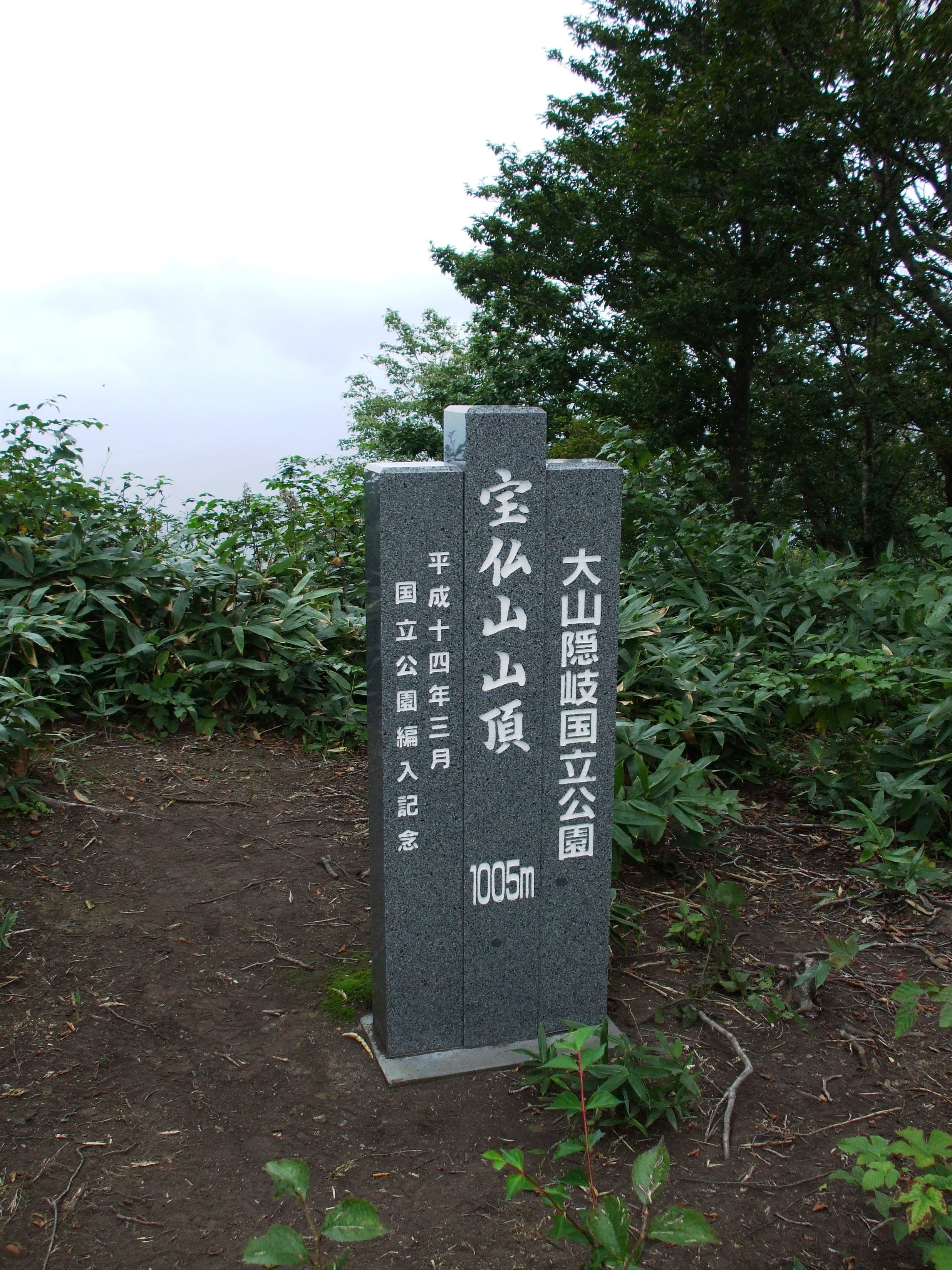
山頂
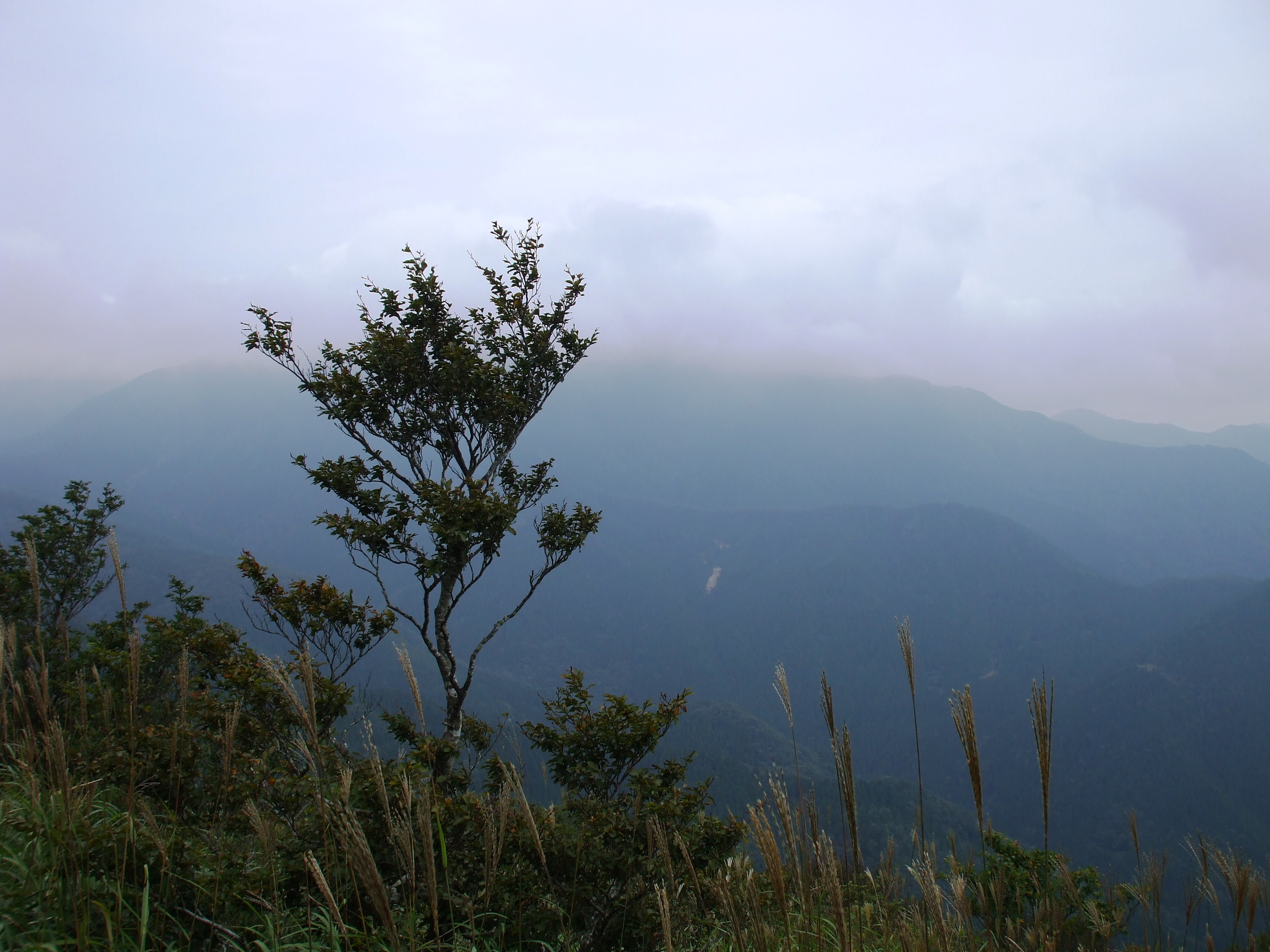
山頂から東の眺望 好天なら毛無山が見えている